# August Franzen
August Franzen (Barmen, Alemania; 12 de diciembre de 1912-Friburgo de Brisgovia, Alemania; 30 de marzo de 1972) fue un historiador, medievalista, catedrático y sacerdote católico alemán. Profesor de historia medieval y moderna de la Iglesia en la Universidad de Friburgo, fue autor de la Historia de la Iglesia, publicada por primera vez en 1965 y considerada como "la obra de referencia fundamental para la historia de la Iglesia".